# جيف وول (محامي)
جيف وول (بالإنجليزية: Jeff Wall)‏ هو محامي أمريكي، ولد في 21 أغسطس 1969.